# Великокібеєвське сільське поселення
Великокібе́євське сільське поселення (рос. Большекибеевское сельское поселение) — муніципальне утворення у складі Кілемарського району Марій Ел, Росія. Адміністративний центр — присілок Велике Кібеєво.

## Історія
Станом на 2002 рік існувала Великокібеєвська сільська рада (присілки Велике Кібеєво, Великий Абанур, Коктуш, Кужолок, Мале Кібеєво, Мусь, Середній Абанур). Пізніше присілок Кужолок був переданий до складу Кілемарського міського поселення.

## Населення
Населення — 290 осіб (2019, 400 у 2010, 530 у 2002).

## Склад
До складу поселення входять такі населені пункти:
| Населений пункт           | Населення, осіб (2002) | Населення, осіб (2010) |
| ------------------------- | ---------------------- | ---------------------- |
| Велике Кібеєво, присілок  | 208                    | 150                    |
| Великий Абанур, присілок  | 158                    | 130                    |
| Коктуш, присілок          | 34                     | 24                     |
| Мале Кібеєво, присілок    | 40                     | 40                     |
| Мусь, присілок            | 47                     | 27                     |
| Середній Абанур, присілок | 43                     | 29                     |